# Eurhynchium filiforme
Eurhynchium filiforme là một loài Rêu trong họ Brachytheciaceae. Loài này được (Müll. Hal.) You F. Wang & R.L. Hu mô tả khoa học đầu tiên năm 2003.